# 丝尾鼻鱼
丝尾鼻鱼（学名：Naso vlamingii），又名高鼻鱼、丝条盾尾鱼，为刺尾鱼科鼻鱼属的鱼类。分布于印度尼西亚、菲律宾至太平洋中部夏威夷和波利尼西亚、南至澳大利亚东北部、北至日本、台湾岛以及西沙群岛等。1835年，法國動物學家 Achille Valenciennes首次將Naso vlamingii正式描述為Naseus vlamingii，其模式產地為印尼的摩鹿加群島。

## 特徵

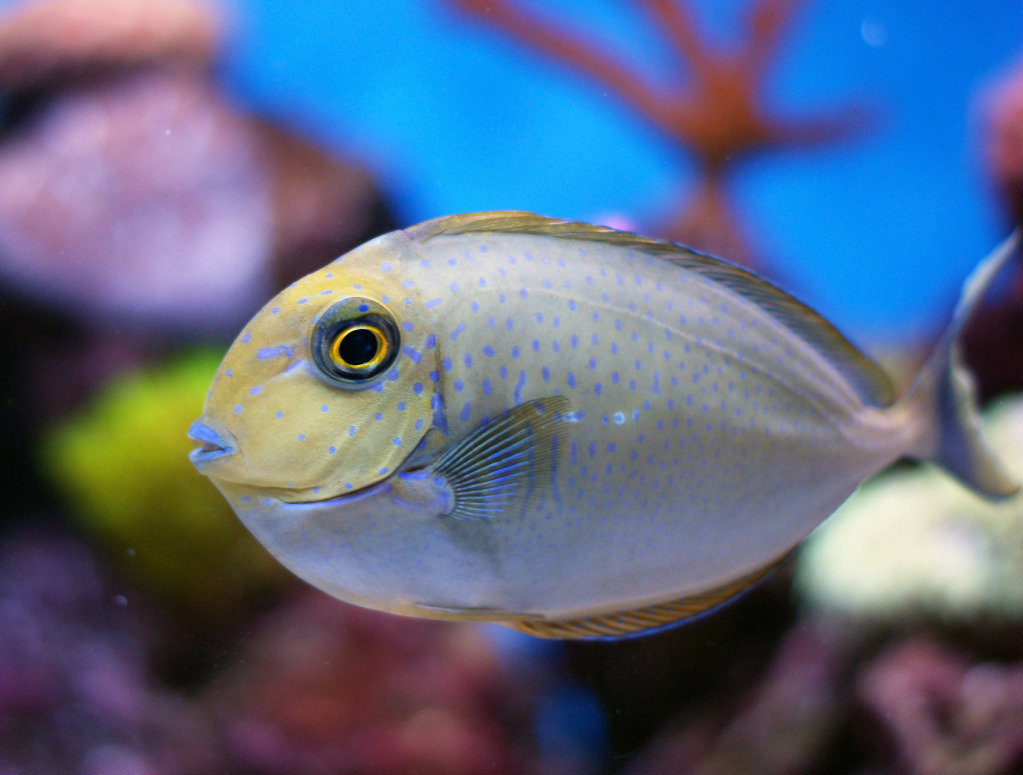
幼鱼

本魚體長卵形，側扁；口小，端位，上下頜各具一列齒，齒稍側扁且尖銳，兩側或有鋸狀齒。體呈黑褐色，體側上半部及腹部有許多藍色小點散布，下半部則有許多斷續的藍色橫紋分布，兩眼間有一藍帶相連，尾柄部有2個深色骨質板，嘴唇藍色，胸鰭基部後部有一個不規則的藍色斑點，尾鰭基部為藍色，中間為灰色，具有不明顯的黃色邊緣和藍色外緣，並延伸到細絲上。而其最明顯特徵乃吻上方向前突出超過吻前端，尾鰭末端略突，上下葉延長如絲。雄性個體在生殖期體色會變得較淡，但尾鰭則為暗色。背鰭硬棘6枚、背鰭軟條26至27枚、臀鰭硬棘3枚、臀鰭軟條27至29枚。體長可達65公分。

## 生態
本魚棲息於深度1至50公尺的礁湖或向海礁坡上，白天通常成群聚在中水層食動物性浮游生物。

## 經濟利用
大魚可食用，亦可為觀賞用。鮮度差時，腥味重，可剝皮切片，沾芥末食之。

## 扩展阅读
維基物種上的相關：丝尾鼻鱼